# إمزوانا
إمزوانا، المعروفة أيضًا باسم نينزوانا، كانت إلهة من بلاد ما بين النهرين تُعبد في ماراد كزوجة للإله الحارس للمدينة، لوغال مارادا. وقد ورد ذكرها في قوائم آلهة مختلفة، وفي العمل الأدبي "رثاء سومر وأور"، وفي اسم ثيوفوري واحد على الأقل. تعود المصادر المعروفة التي تذكرها إلى الفترة ما بين عصر أور الثالث والعصر البابلي الحديث.
في طبعة ثلاثية اللغات لقائمة آلهة فايدنر المعروفة من أوغاريت، تعاملوا مع إمزوانا على أنها معادلة لإله الطقس الحوري تيشوب ونظيره الأوغاريتي بعل، ولكن بسبب الاختلاف بين أدوارهما في البانثيون المعني، يُفترض أن هذا نتيجة لسوء تفسير الكتبة القدماء للعلامة الأولى للكتابة الشائعة لاسمها على أنها الشعار د إم، والذي يمكن أن يشير إلى آلهة الطقس.

## الاسم
يمكن كتابة اسم الإلهة إمزوانا إما على هيئة د نين -زو-آن-نا أو د إم-زو-آن-نا. يُعرف الاسم الأول على سبيل المثال من قائمة آلهة بابل القديمة ومن رثاء سومر وأور، بينما يُعرف الاسم الأخير من أن = أنوم وفي اسم ثيوفوري بابلي جديد، إمزوانا-إمقيت.
وفقًا لريتشارد إل. ليتكي، يجب افتراض أن العلامة المسمارية IM كانت تُقرأ على أنها ni في اسم هذه الإلهة، وأن شكل Imzuanna غير صحيح، لكن أنطوان كافينيو ومانفريد كريبرنيك يختلفان مع هذا الاستنتاج، حيث يؤكد أحد التعليقات القديمة على قائمة آلهة فايدنر أنه يمكن نطق الاسم على أنه Imzuanna. يقترحون أن هذا قد يعكس شكلاً لم يُنطق فيه الحرف الساكن الأولي في شكل "Ninzuanna". قبل هذا الاقتراح من قبل دايسوكي شيباتا. اعتبارًا من عام 2022، لا يزال تهجئة Imzuanna مقبولة في الأدب الآشوري.

## الارتباطات مع الآلهة الأخرى
كانت إمزوانا تعتبر زوجة لوغال مارادا (المكتوب أيضًا لوغالماردا)، الإله الوصي على ماراد. وكثيرًا ما يوثقوا جنبًا إلى جنب في المصادر المعروفة. ووفقًا لقائمة آلهة بابل القديمة، كانا اثنين من الآلهة الثلاثة الرئيسية لماراد، والثالث هو لولو، الذي كان متميزًا في البداية ولكنه اندمج لاحقًا مع لوغال مارادا.
وفقًا لريتشارد إل. ليتكي وويلفريد جي. لامبرت، فإن قائمة الآلهة أن = أنوم تشير إلى أن إمزوانا كان لها سوكالو (وزير إلهي) خاص بها، إيلي ميسار. ويجادل مارتن ستول، بالاعتماد على نفس المصدر، بأن هذا الإله كان أحد سوكالين لوغال مارادا، والآخر هو لوغال ميا. ويقترح ليتكي تحديد إيلي ميسار مع ميسارو، وهو إله ثانوي يُعتبر ابنًا لأداد.
كما إثبت وجود ارتباط بين إمزوانا وإلهة الطب غولا في النسخة الآشورية الحديثة لقائمة آلهة فايدنر. ووفقًا لدايسكي شيباتا، فإن التعليق المقدم يساوي صراحةً بين الإلهتين، بالإضافة إلى أزواجهما لوغال مارادا ونينورتا.